# Lasioglossum arenicola
Lasioglossum arenicola là một loài Hymenoptera trong họ Halictidae. Loài này được Friese mô tả khoa học năm 1916.